# Tatran Litovel (šachy)
TJ Tatran Litovel je český šachový klub se sídlem v Litovli. Je jedním z oddílů Tělovýchovné jednoty Tatran Litovel. Po dvou jednoročních účastech v sezónách 2002/03 a 2007/08 je od sezóny 2010/11 pravidelným účastníkem Šachové extraligy, když se mu 2× podařilo obsadit 3. místo. V sezónách 2013/14 a 2013/14 hrálo extraligové družstvo pod názvem TJ Ancora Tatran Litovel.

## Přehled výsledků

### Česká šachová extraliga
| Soutěž                  | Sezóna    | Poř | P/S    | Z  | V | R | P  | BZ | BP   | VP |
| ----------------------- | --------- | --- | ------ | -- | - | - | -- | -- | ---- | -- |
| 1. moravskoslezská liga | 1999/2000 | 10. | sestup | 11 | 3 | 1 | 7  | 9  | 33   | —  |
| —                       | 2000/01   | —   | postup | —  | — | — | —  | —  | —    | —  |
| 1. moravskoslezská liga | 2001/02   | 1.  | postup | 11 | 8 | 2 | 1  | 18 | 55,5 | —  |
| Extraliga               | 2002/03   | 12. | sestup | 11 | 1 | 2 | 8  | 4  | 36,0 | 17 |
| 1. moravskoslezská liga | 2003/04   | 6.  |        | 11 | 3 | 4 | 4  | 10 | 42,5 | 16 |
| 1. moravskoslezská liga | 2004/05   | 5.  |        | 11 | 5 | 3 | 3  | 13 | 47,0 | 26 |
| 1. liga - východ        | 2005/06   | 5.  |        | 11 | 5 | 2 | 4  | 17 | 44,5 | 33 |
| 1. liga - východ        | 2006/07   | 1.  | postup | 11 | 9 | 2 | 0  | 29 | 55,0 | 34 |
| Extraliga               | 2007/08   | 11. | sestup | 11 | 1 | 2 | 8  | 5  | 38,0 | 17 |
| 1. liga - východ        | 2008/09   | 5.  |        | 11 | 6 | 1 | 4  | 19 | 47,0 | 28 |
| 1. liga - východ        | 2009/10   | 1.  | postup | 11 | 9 | 2 | 0  | 29 | 57,0 | 41 |
| Extraliga               | 2010/11   | 3.  |        | 11 | 6 | 3 | 2  | 21 | 48,5 | 30 |
| Extraliga               | 2011/12   | 8.  |        | 11 | 4 | 2 | 5  | 14 | 44,5 | 25 |
| Extraliga               | 2012/13   | 3.  |        | 11 | 7 | 1 | 3  | 22 | 44,5 | 25 |
| Extraliga               | 2013/14   | 9.  |        | 11 | 3 | 1 | 7  | 10 | 36,0 | 11 |
| Extraliga               | 2014/15   | 9.  |        | 11 | 4 | 1 | 6  | 13 | 41,5 | 18 |
| Extraliga               | 2015/16   | 8.  |        | 11 | 4 | 0 | 7  | 12 | 35,5 | 18 |
| Extraliga               | 2016/17   | 11. | [ 1 ]  | 11 | 2 | 0 | 9  | 6  | 31,0 | 9  |
| Extraliga               | 2017/18   | 12. | sestup | 12 | 0 | 0 | 11 | 0  | 13,0 | 2  |

## Hráči
Za šachový klub hráli Extraligu velmistři:
- Pavel Blatný,  Krzysztof Bulski,  Kamil Dragun,  Jan-Krzysztof Duda,  Jan Krejčí,  Tomáš Likavský,  Tomáš Oral,  Kacper Piorun,  Hannes Hlífar Stefánsson,  Dariusz Swiercz,  Marcin Tazbir,  Gennadij Timoščenko

mezinárodní mistři:
- Zdeněk Beil,  Sergej Berezjuk,  Lukasz Butkiewicz,  Arkadiusz Leniart,  Michał Luch,  Jozef Michenka,  Daniel Sadzikowski,  Kamil Stachowiak,  Ladislav Stratil,  Tomáš Studnička,  Jacek Tomczak,  Štěpán Žilka,  Pavel Zpěvák,  Milan Žůrek,